# Calligra Flow
Calligra Flow (precedentemente Kivio) è un semplice programma per disegnare diagrammi, organigrammi, e diagrammi di flusso delle applicazioni, integrato nei vari applicativi della suite del progetto Calligra Suite, (precedentemente KOffice), una suite di software di produttività personale originariamente progettata per il desktop environment KDE, divenuta multipiattaforma grazie al porting sulle librerie Qt4.
È un software libero, la cui ultima versione stabile è la 1.6.3 del 7 giugno 2007.
Faceva parte della parte del pacchetto KOffice 2.0.0. distribuito nel maggio 2009, una suite office integrata al desktop environment KDE.
I lavori su Kivio sono iniziati nel 2004. La prima versione distribuita nell'Aprile 2004 era parte di KOffice 1.5.
Il team di Kivio sta cercando volontari per renderlo pronto per la distribuzione assieme agli altri componenti della suite, più impegnativi. Tornato disponibile dalla versione 2.4, come risulta dal sito ufficiale.

## Funzioni
Calligra Flow ha una interfaccia utente simile a Microsoft Visio. È pienamente integrato nelle applicazioni di KOffice (Calligra Suite) e può per esempio essere incorporato in Calligra Words.
- Scrittura di maschere template usando Python.
- Supporto per le maschere di Dia.
- Plugin framework per aggiungere ulteriori funzionalità.